# Кехтель
Ке́хтель (нем. Kechtel), также мыза Ке́хтна ( эст. Kehtna mõis) — рыцарская мыза (имение) в волости Кехтна уезда Рапламаа в Эстонии. Основана в XV веке. Согласно историческому административному делению мыза относилась к приходу Рапла. В годы Российской империи находилась на территории Эстляндской губернии и относилась приходу Раппель.

## История мызы
Мыза впервые была упомянута в 1470 году, когда она принадлежала семейству Фитингофов.
В течение последовавших столетий у мызы было много разных собственников. В 1777 году она опять отошла во владение Фитингофов, которые возвели здесь представительное мызное здание в стиле раннего классицизма.
В 1824 году мызу купили Бенкендорфы, в 1874 году — Лилиенфельды, которые перестроили главное здание мызы в стиле нового ренессанса.
На военно-топографических картах Российской империи (1846–1863 годы), в состав которой входила Эстляндская губерния, мыза обозначена как Кехтель.
В ходе крестьянского восстания 1905 года господский дом мызы Кехтна был сожжён; после его подавления — восстановлен.
Последним собственником мызы до её отчуждения в 1919 году был Хельмут фон Лилиенфельд (Helmuth von Lilienfeld). В 1920 году здесь была создана государственная мыза, в 1925 году стала работать Школа домашнего хозяйства. Осенью 1947 года на мызе основали Среднюю сельскохозяйственную школу по подготовке председателей колхозов (эст. Kolhooside Esimeeste Ettevalmistamise Põllumajanduskeskkool), в 1956—1979 годах здесь работала Партийная школа, с 1966 года располагалась главная усадьба Кехтнаского опорно-показательного совхоза-техникума.

## Главное здание
Главное здание (господский дом) мызы в стиле раннего классицизма было построено в 1790-х годах.
В конце 19-го столетия здание перестроили в стиле нового ренессанса; добавили арочные окна, а высокую крышу заменили низкой крышей, которую окружала балюстрада.
После пожара 1905 года от господского дома остались только стены. В ходе восстановления в 1906–1910 годах здание получило свой нынешний вид в стиле нового барокко. Был добавлен мансардный этаж и возведена высокая вальмовая крыша, а парадный вход перенесён на западную сторону. К восстановленным интерьерам добавился богатый декор в технике стукко с элементами югенд-стиля. Внутреннее убранство сохранилось до сих пор. Двери украшены карнизами, парадная лестница из дуба ведёт на второй этаж, где расположены Ампирный зал, Зал барокко и Охотничий зал. Здесь проводятся праздники, концерты, различные семинары.
С 1997 года главное здание находится в частной собственности и к настоящему времени частично отреставрировано.
В октябре 2018 года здание было выставлено на продажу за 369 000 евро, в августе 2024 года его цена составила уже 699 000 евро.

## Мызный комплекс
Наряду с господским домом сохранилось множество вспомогательных зданий мызы, а также окружающий мызу парк размером в 27 гектаров.
В Государственный регистр памятников культуры Эстонии внесены 16 объектов мызного комплекса:
- главное здание (при инспектировании 19.08.2019 находилось на реставрации)[9];
- парк (в хорошем состоянии, создан в начале XX века по проекту Г. Куфальдта)[10],
- дом управляющего (в хорошем состоянии)[11],
- каретник-конюшня (в удовлетворительном состоянии)[12],
- кузница (в удовлетворительном состоянии)[13],
- овин (в удовлетворительном состоянии)[14],
- хлев 1 (в аварийном состоянии)[15],
- хлев 2 (в аварийном состоянии)[16],
- маслодельня (в плохом состоянии)[17],
- сарай для повозок (оригинальный вид испорчен)[18],
- водочная фабрика (по  состоянию на 10.01.2018 находилась на реставрации)[19],
- винный погреб (в удовлетворительном состоянии)[20],
- воловня (по состоянию на 16.07.2018 находилась на реставрации)[21],
- дом для прислуги (в плохом состоянии)[22],
- амбар-сушилка (в развалинах, горела в 2011 году)[23],
- ледяной погреб (в плохом состоянии)[24].

## Галерея

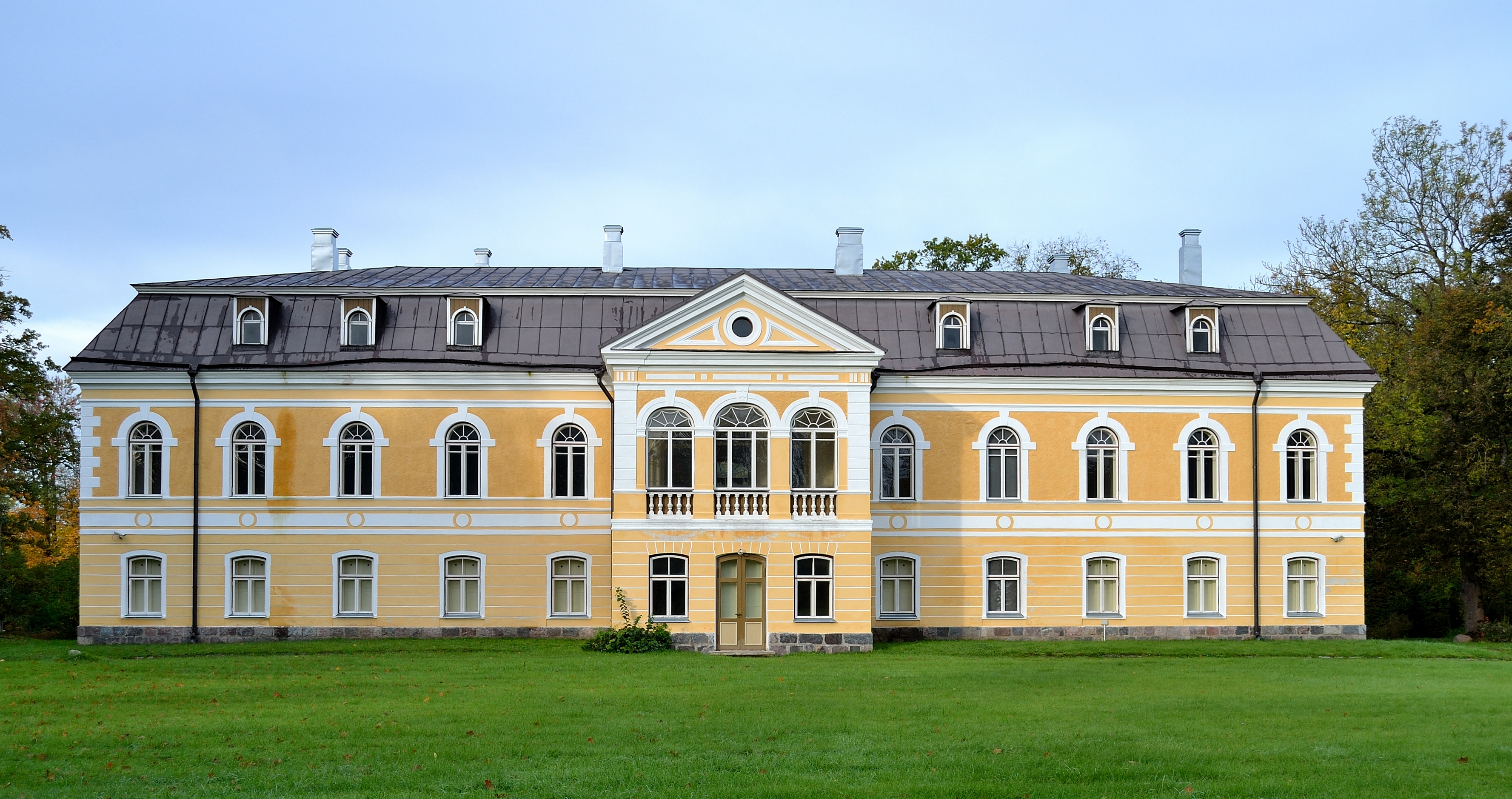
Задний фасад главного здания
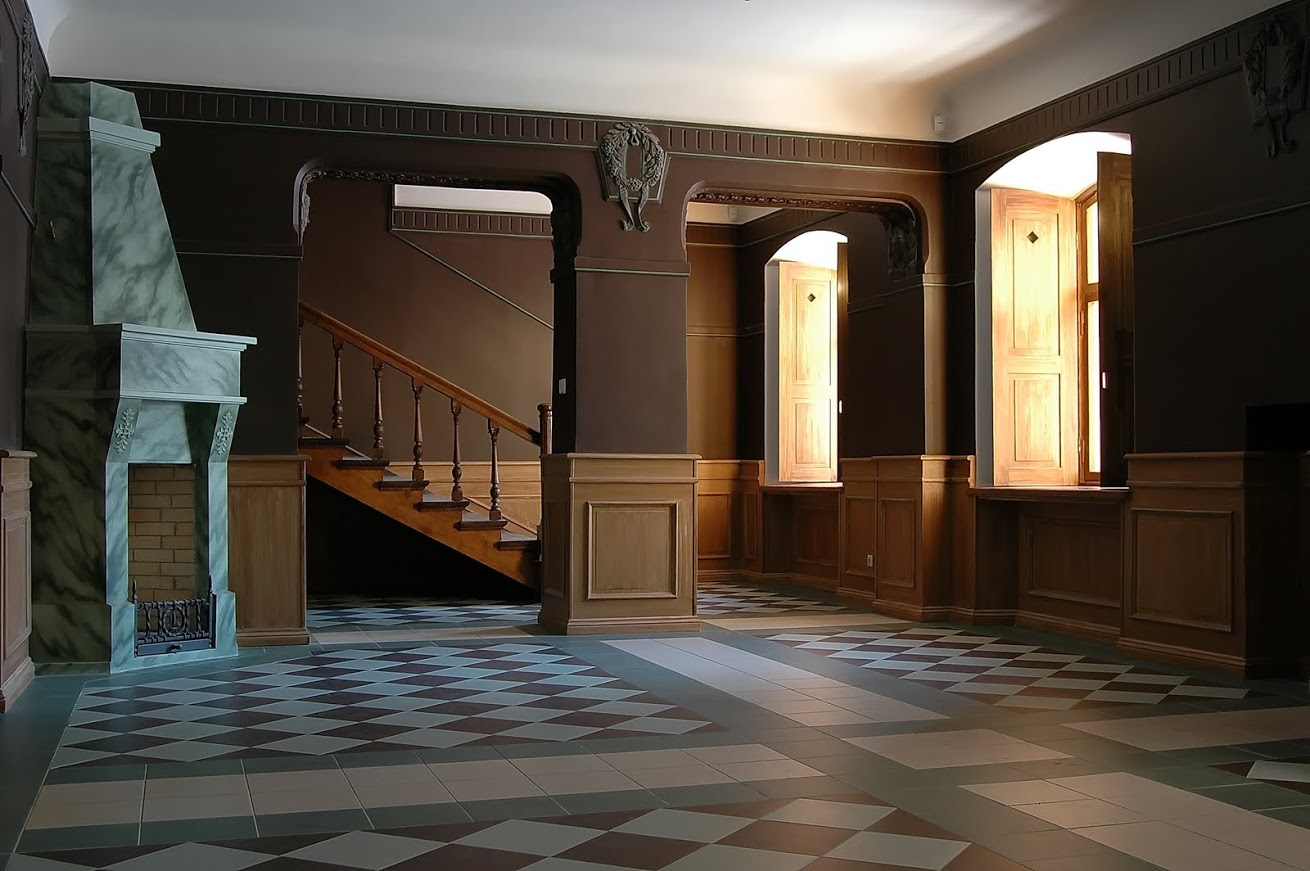
Фойе главного здания
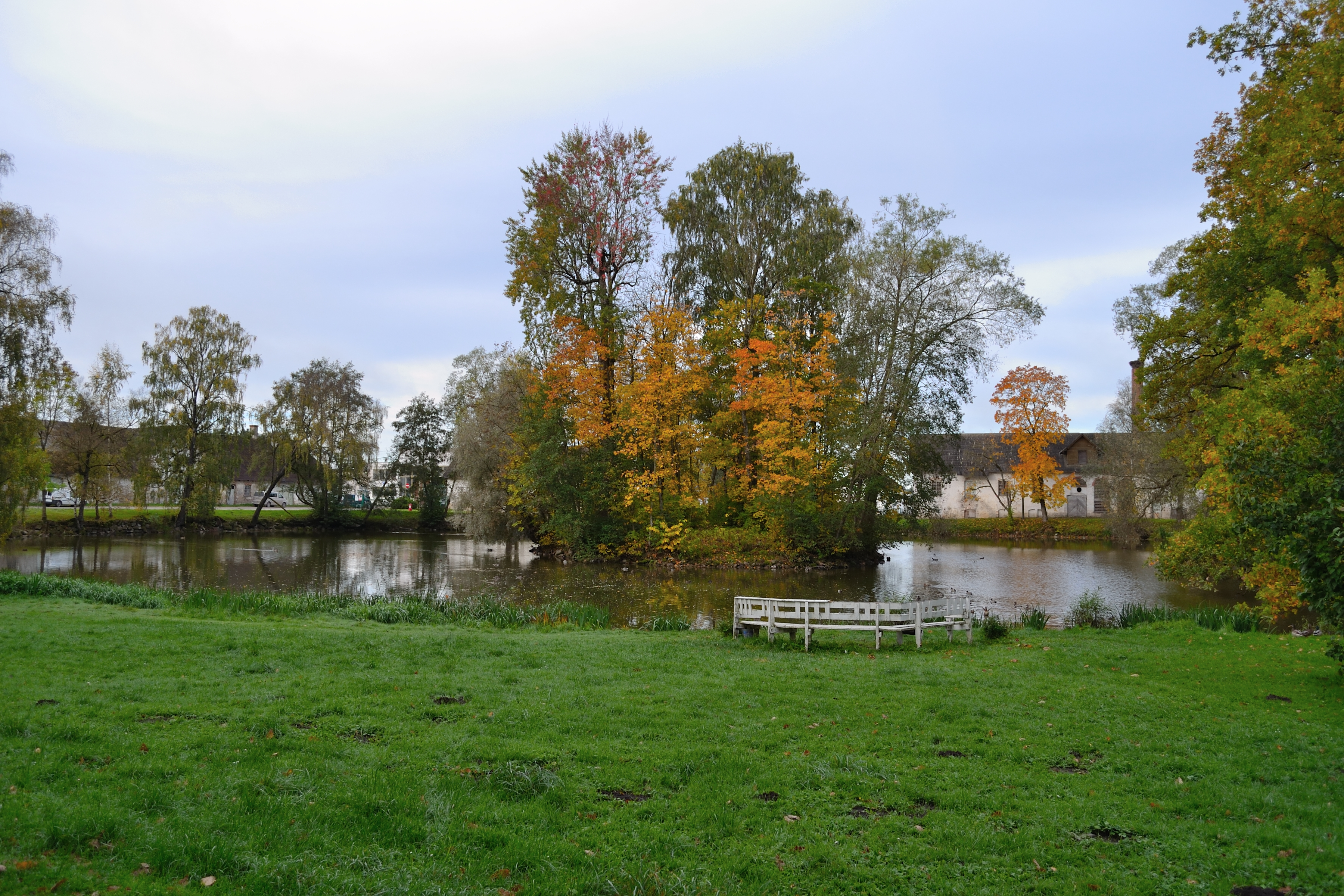
Парк
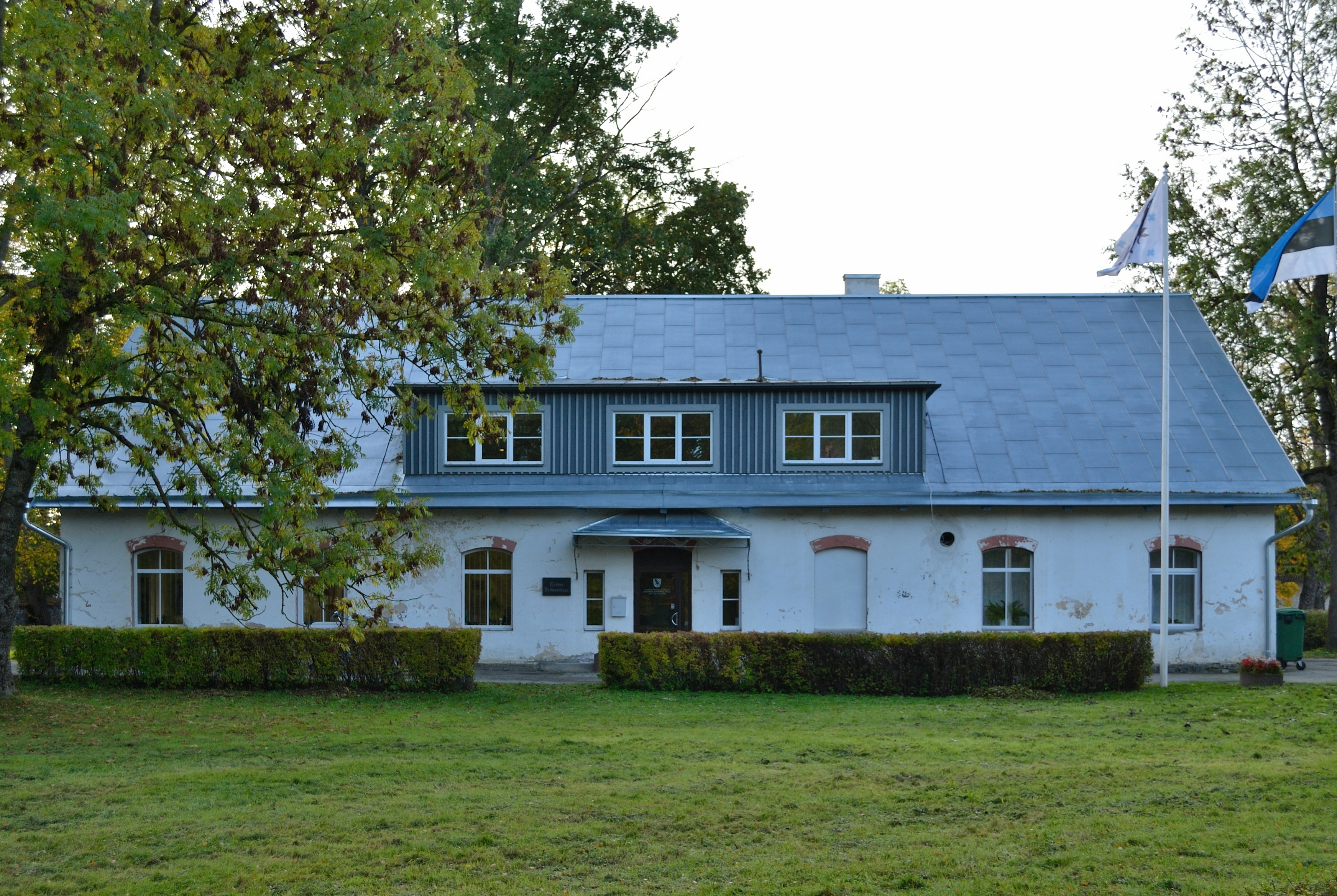
Дом управляющего
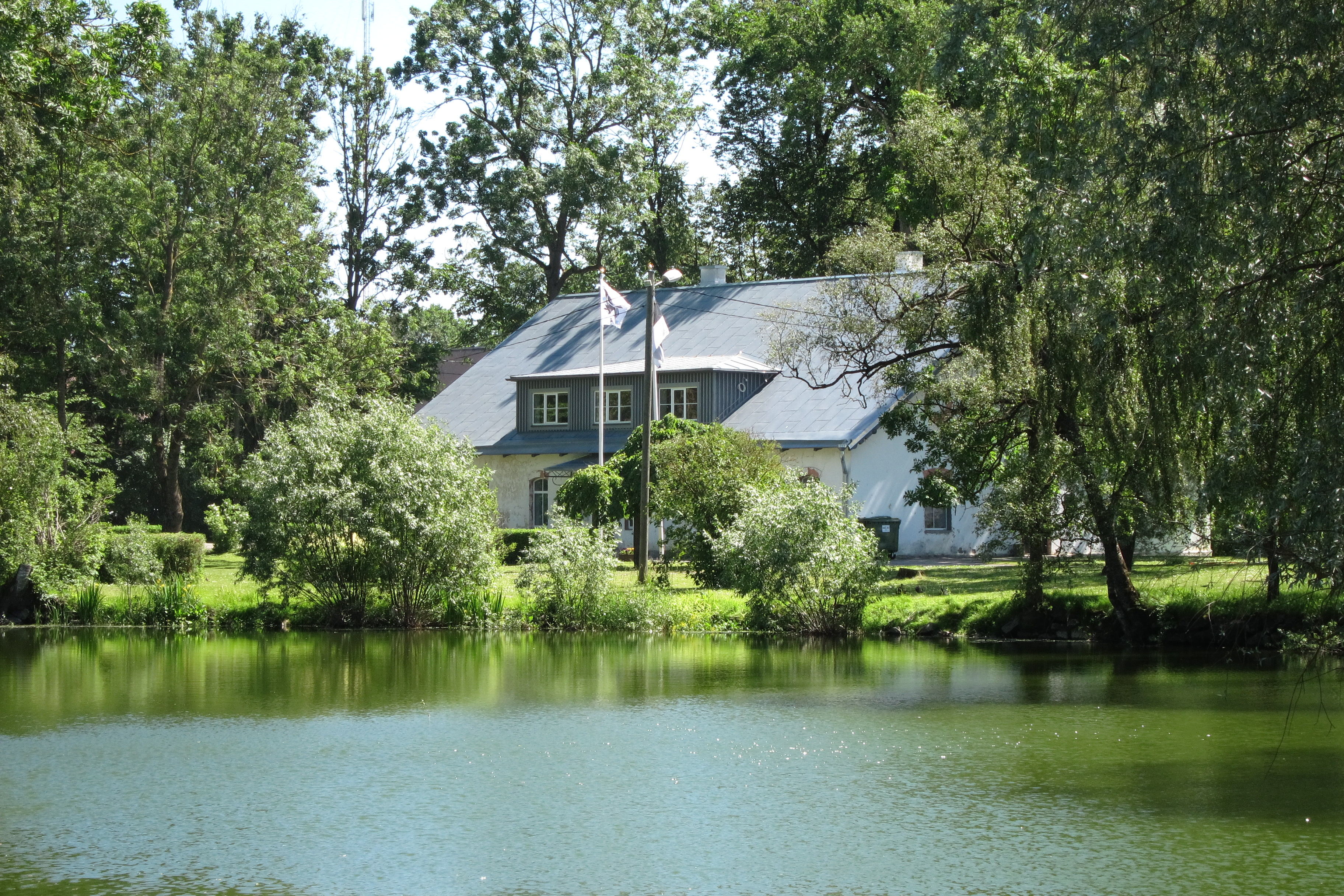
Пруд и дом управляющего
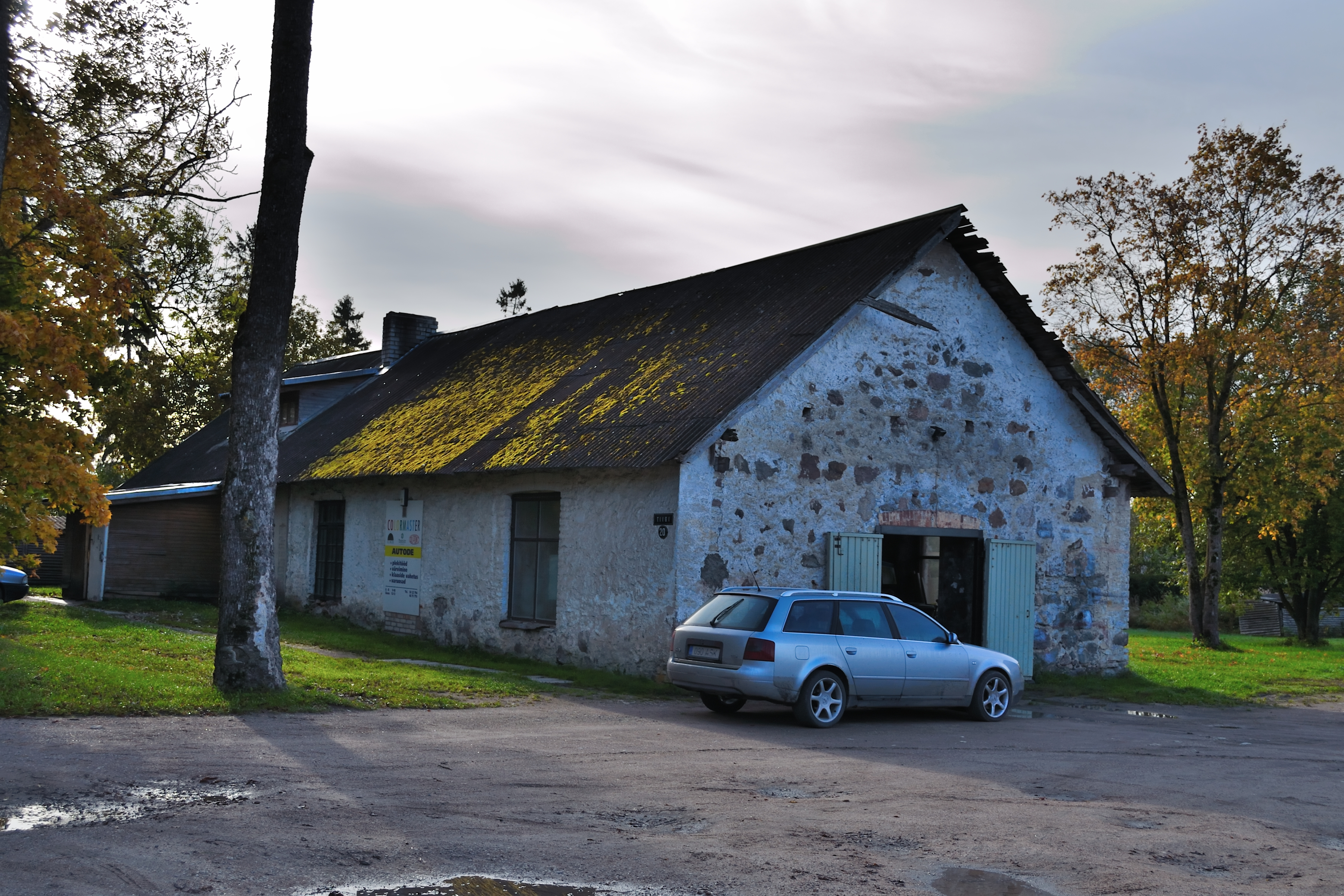
Кузница
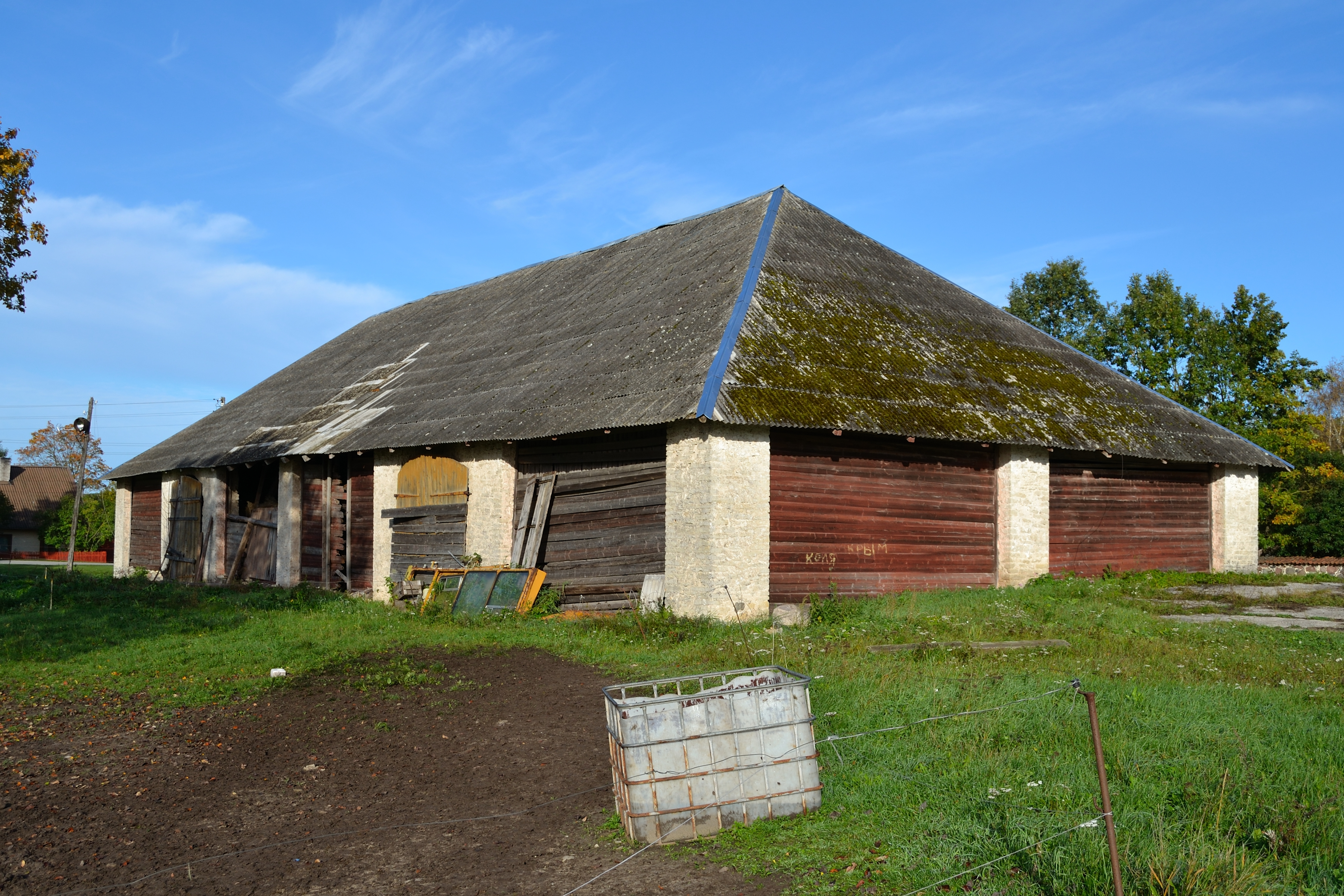
Овин
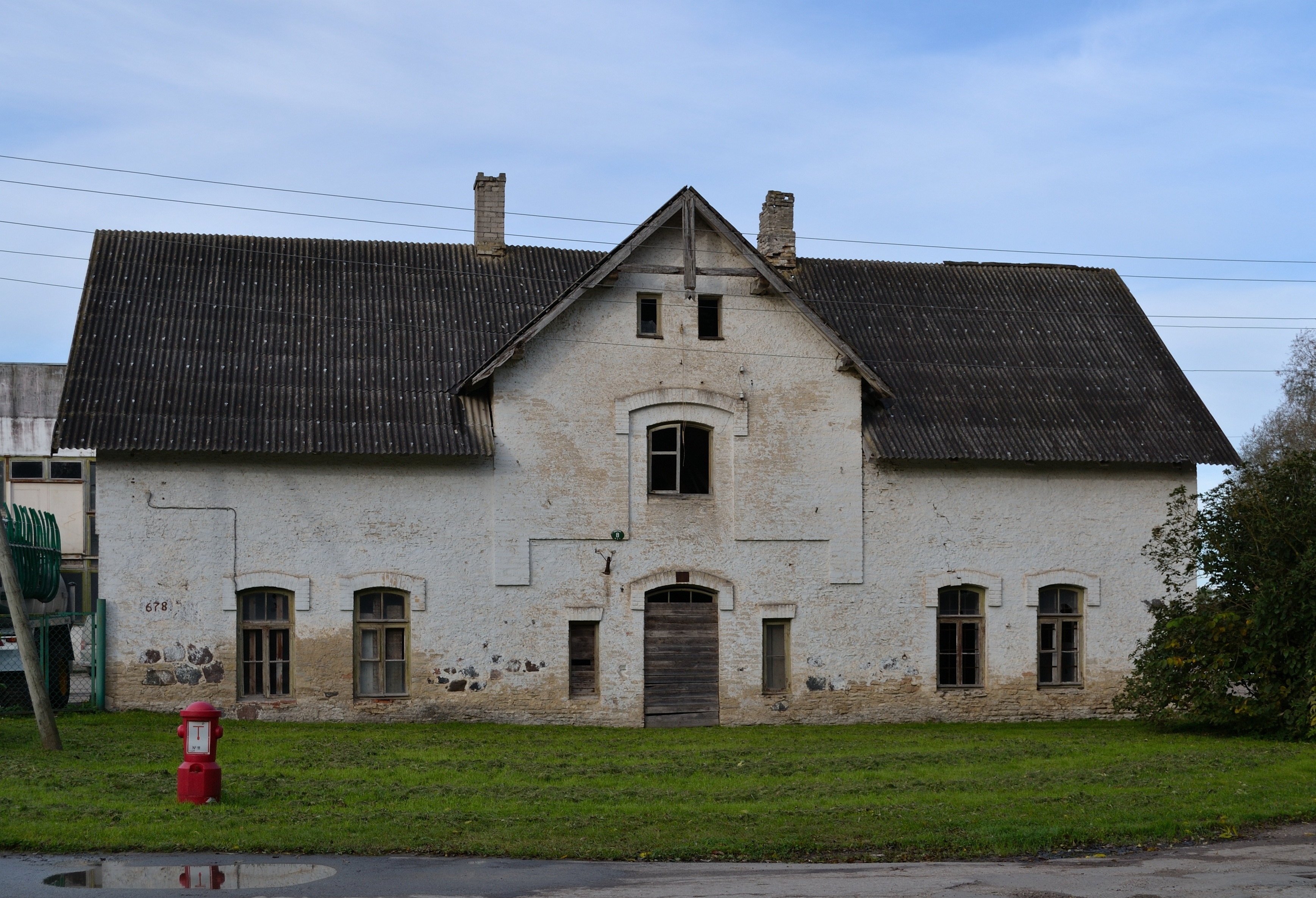
Маслодельня
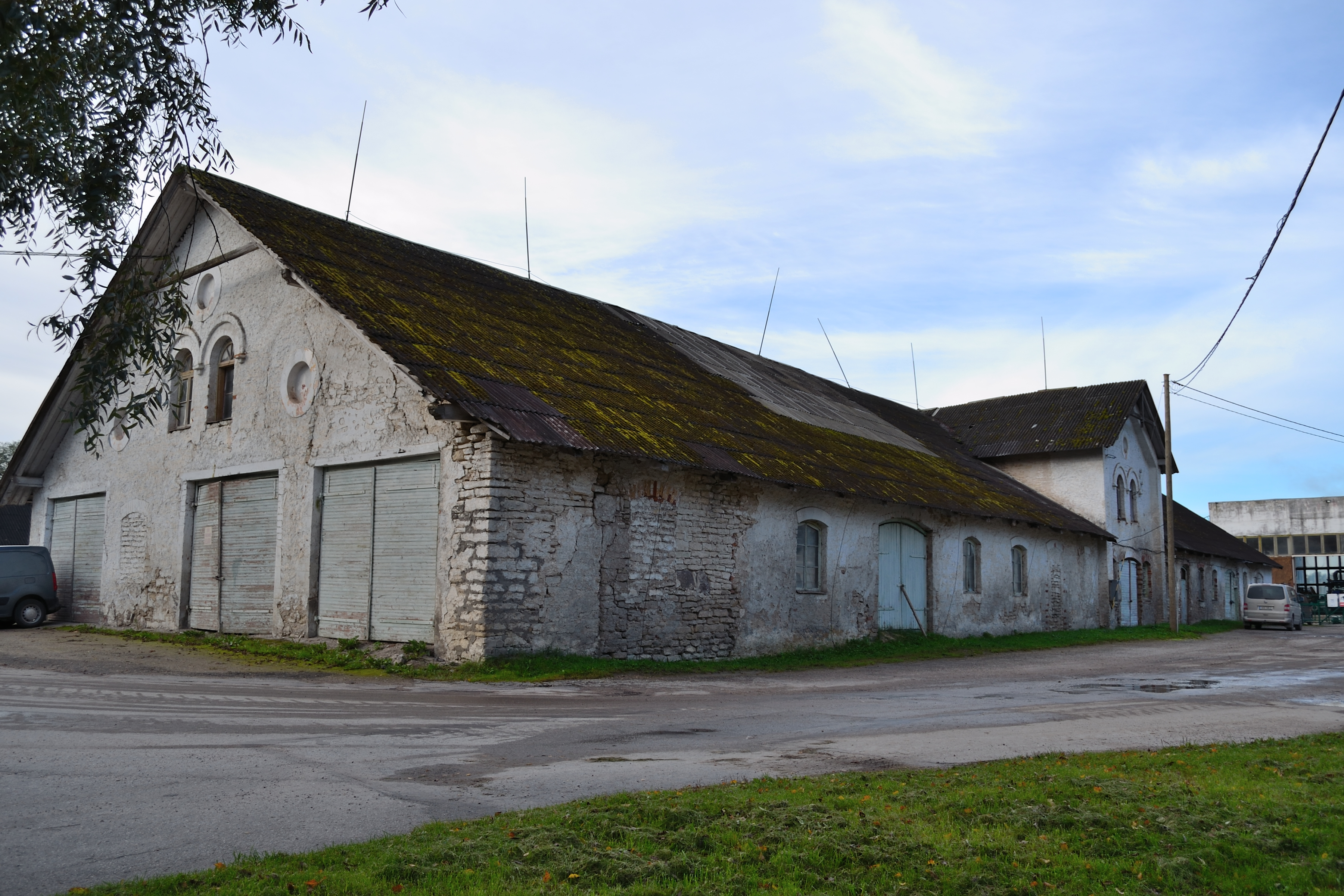
Каретник-конюшня
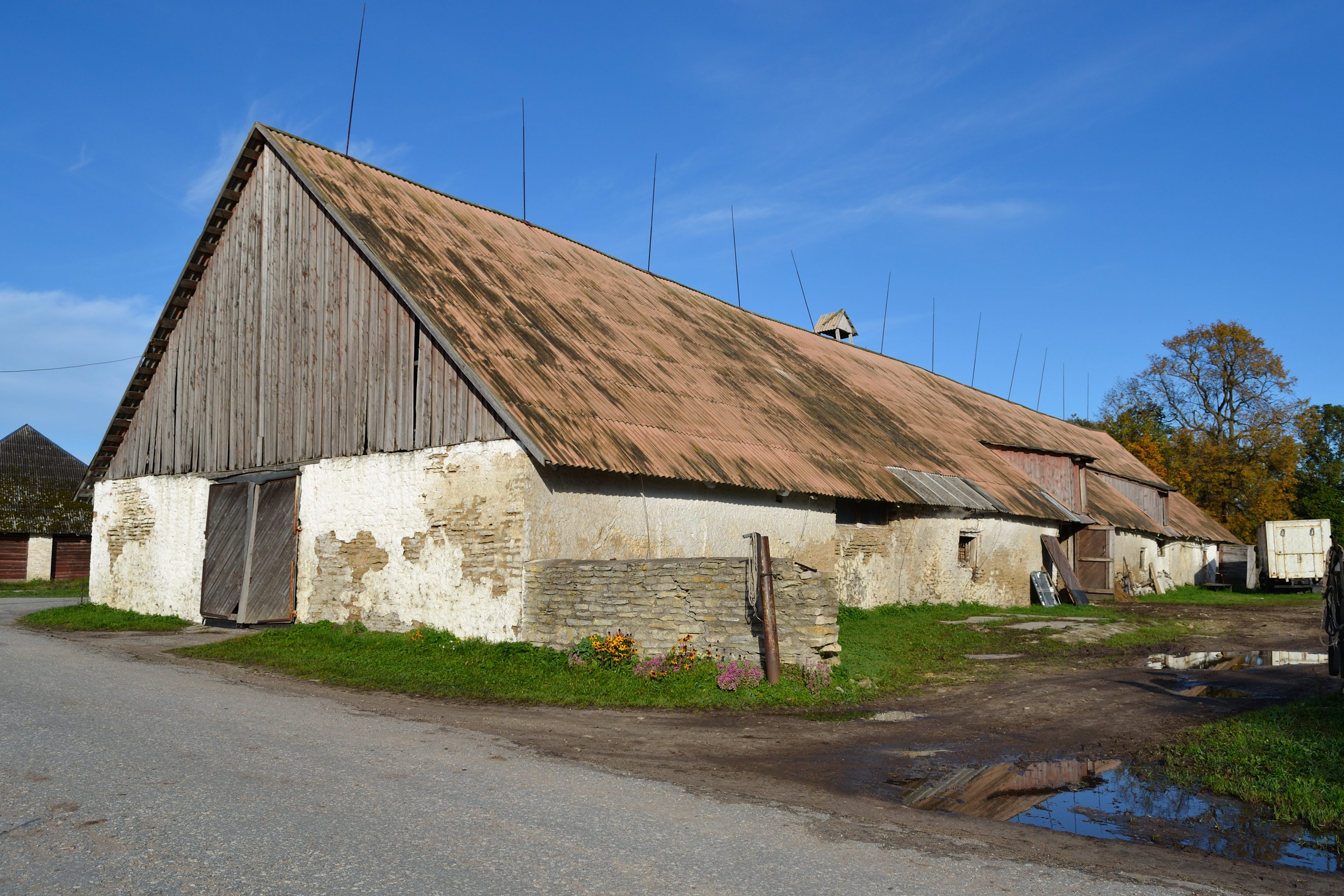
Хлев 1
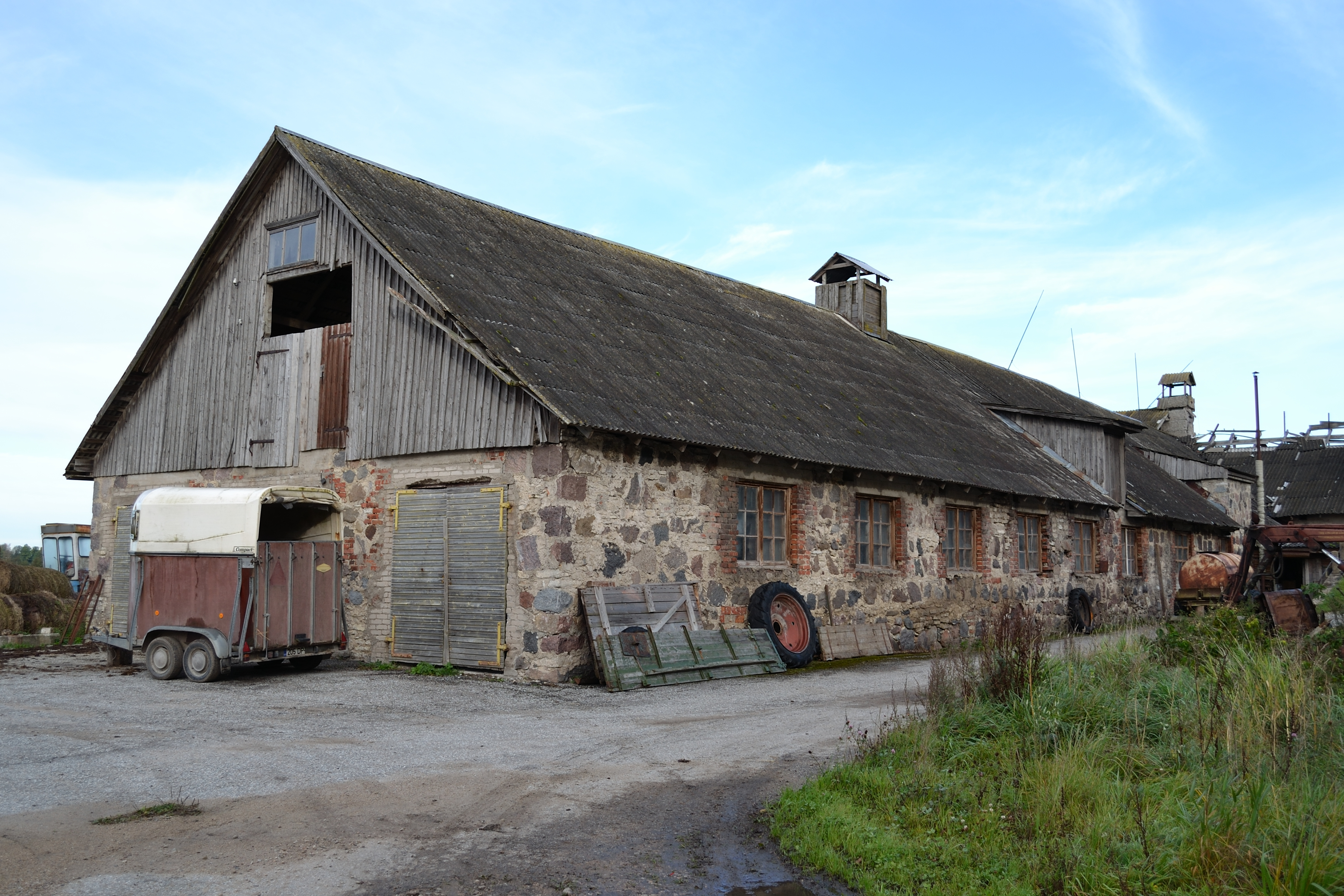
Воловня
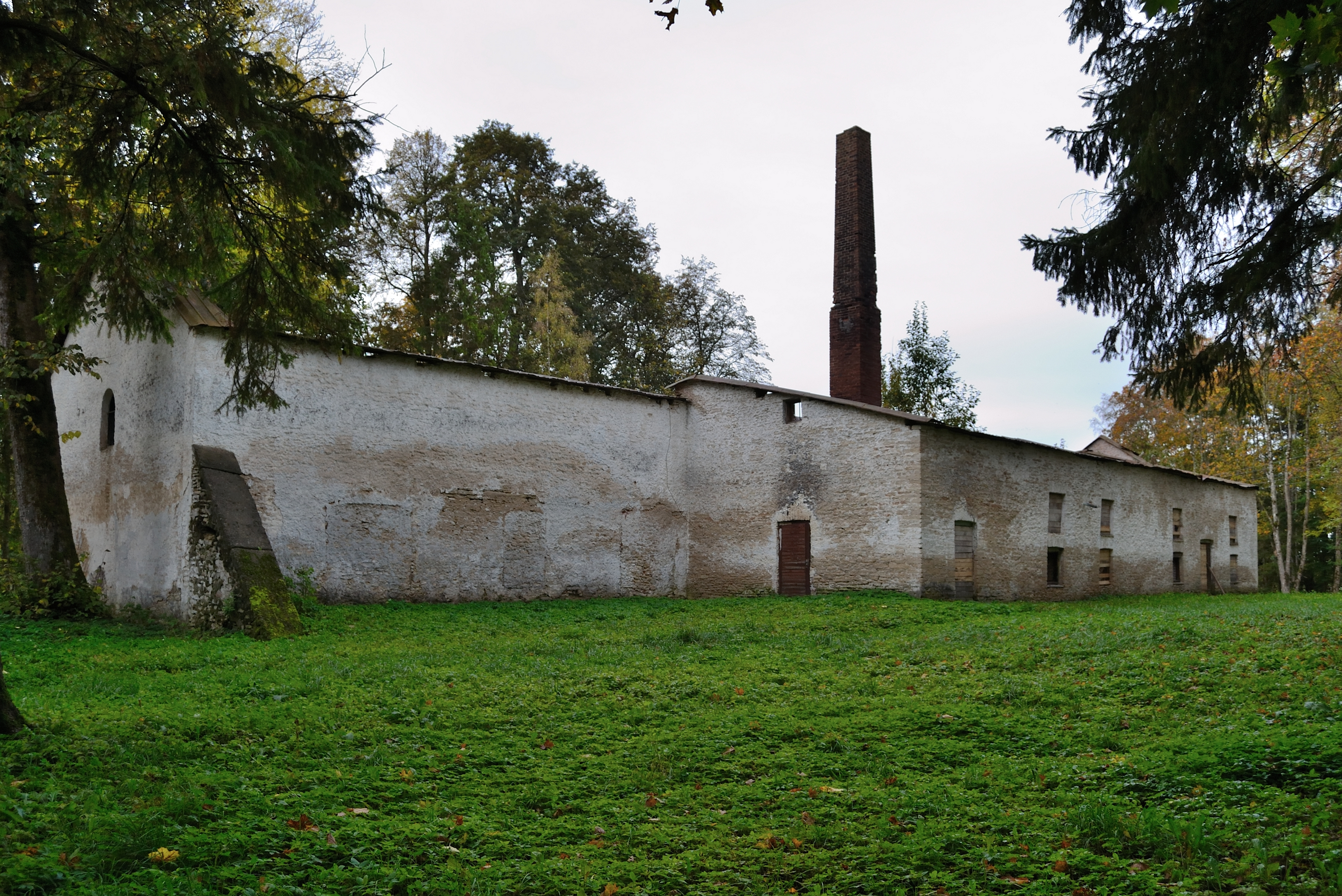
Амбар-сушилка
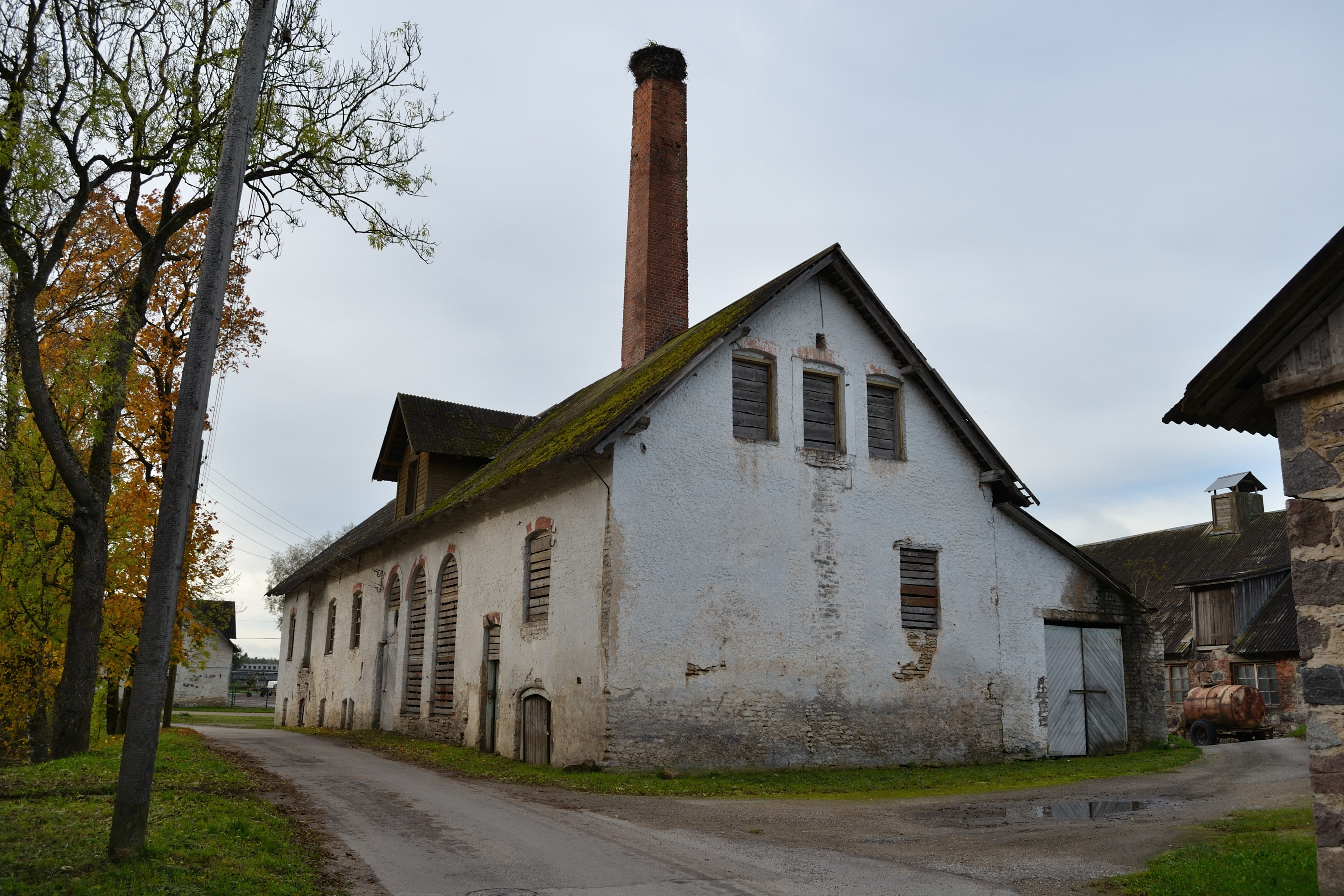
Водочная фабрика
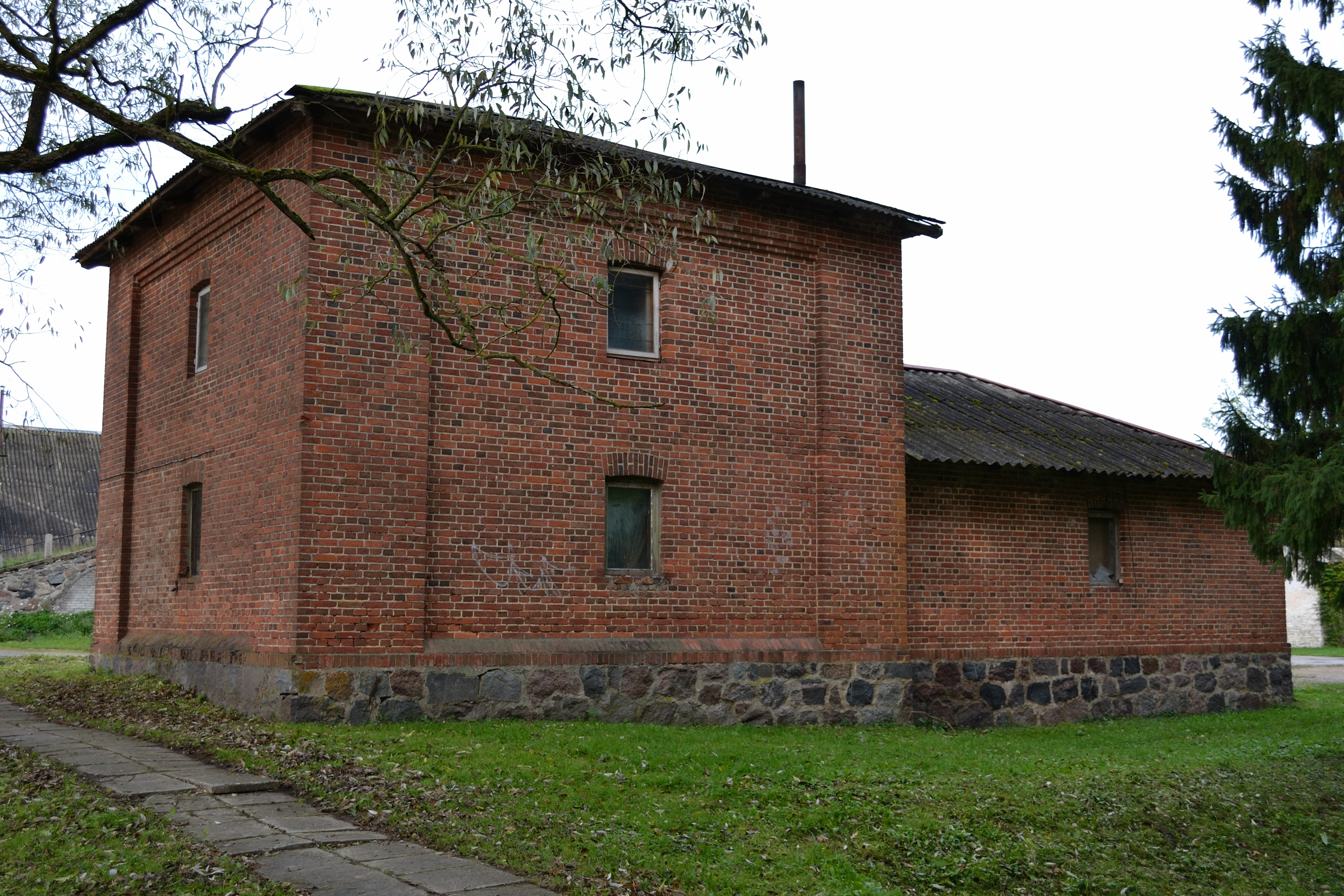
Винный погреб
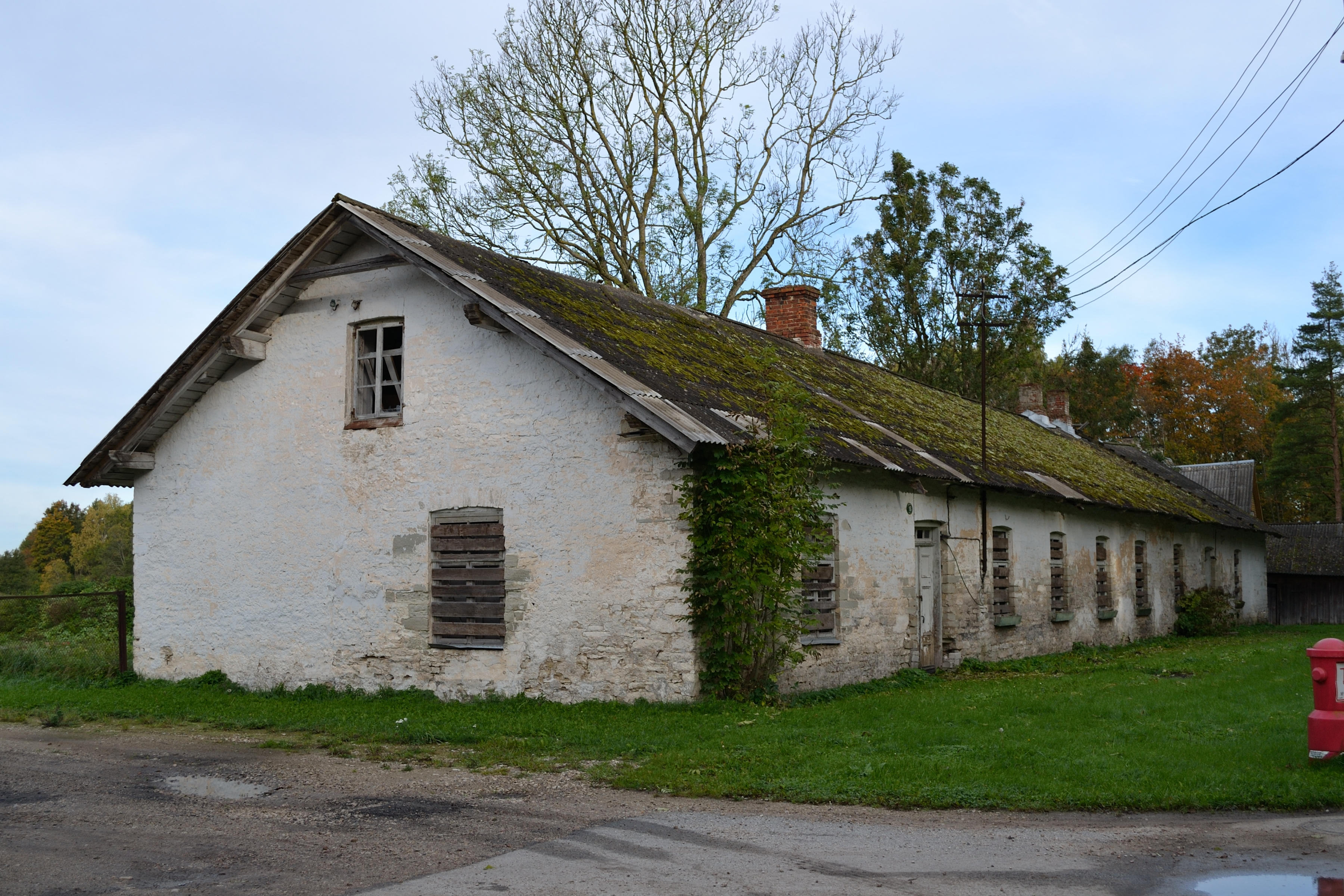
Дом для служащих
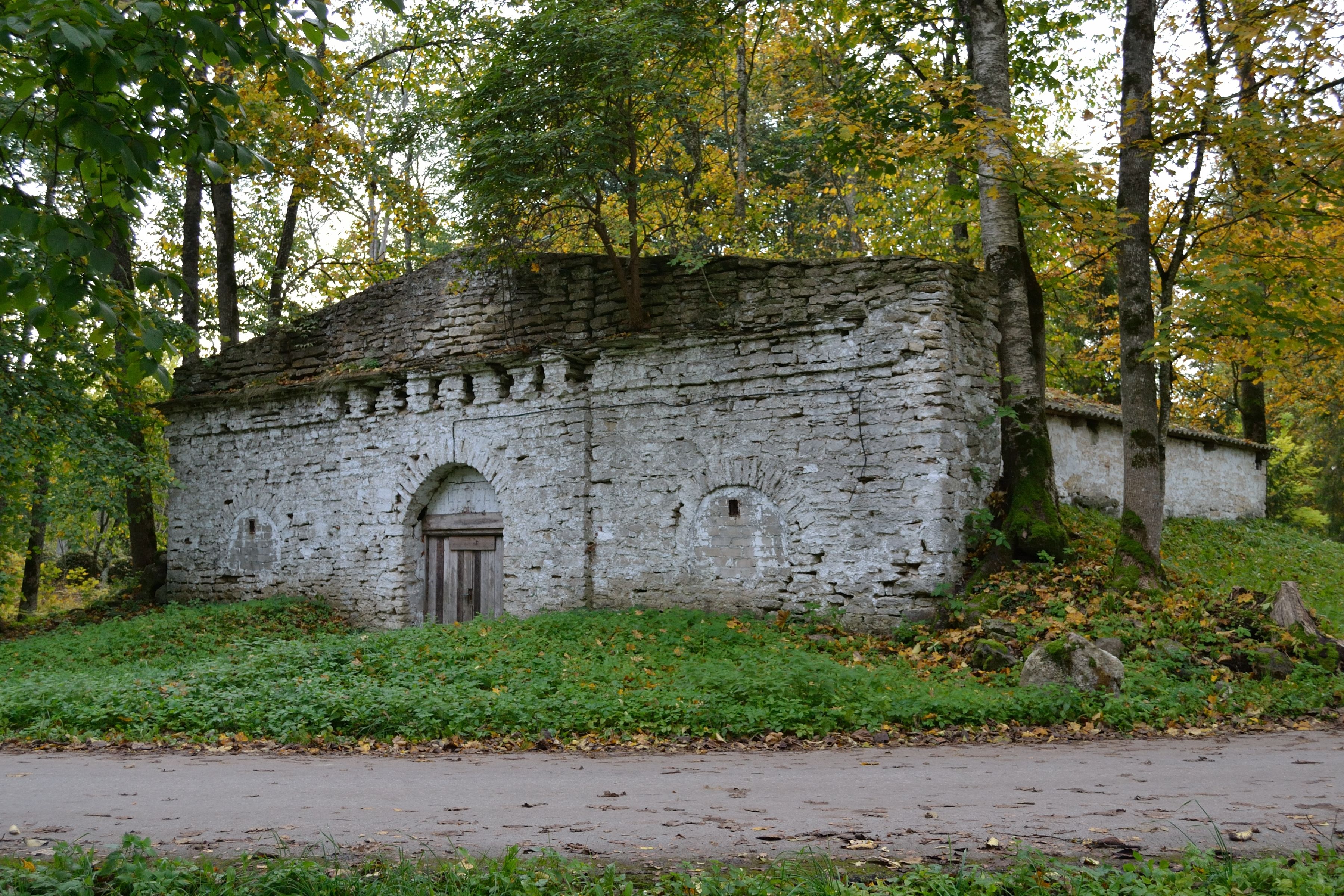
Ледяной погреб